# لیلا عبدالله‌اوا
لیلا عبد الله اوا (ترکی آذربایجانی: Leyla Yaşar qızı Abdullayeva)  آذربایجانی است، که هم‌اکنون به عنوان سخنگوی وزارت امور خارجه جمهوری آذربایجان فعالیت می‌کند.

## زندگی‌نامه
لیلا عبدالله‌اوا سال ۱۹۸۲ در شهر باکو در آذربایجان شوروی سابق به دنیا آمد. وی مدارک کارشناسی و کارشناسی ارشد خود را در رشته روابط بین‌الملل از دانشگاه دولتی باکو به دست آورد.

## کارنامه
لیلا عبدالله‌اوا فعالیت خود را در سال ۲۰۰۲ در وزارت امور خارجه جمهوری آذربایجان شروع نمود. در طی فعالیت‌هایش در این وزارتخانه، مسئول مسائل امنیت منطقه‌ای و حضور جمهوری آذربایجان در سازمان‌های منطقه‌ای، به‌ویژه امور مربوط به همکاری‌ها و تعاملات سیاسی و امنیتی با همان سازمان‌ها بوده‌است. وی مأموریت دیپلماتیک در نمایندگی‌های جمهوری آذربایجان نزد ناتو و اتحادیه اروپا و سفارت این کشور در بلژیک را در کارنامه خود داراست. قبل از انتصابش به عنوان سخنگو، مسئولیت معاونت آژانس کمک به توسعه بین‌المللی آذربایجان، از نهادهای وابسته به وزارت امور این کشور، را به عهده داشت.
۹ ژوئیه سال ۲۰۱۸، از لیلا عبدالله‌اوا با اعطاء نشان «برای فعالیت برجسته در سرویس دیپلماتیک» تقدیر به عمل آمد. ۴ اکتبر ۲۰۱۸ به عنوان سخنگوی وزارت امور خارجه جمهوری آذربایجان منصوب شده و در حال حاضر مسئولیت این سمت را عهده‌دار است.